# دستفروش (اپیزود سوم)
دستفروش (اپیزود سوم) فیلمی به کارگردانی  و نویسندگی محسن مخملباف ساختهٔ سال ۱۳۶۵ است.

## بازیگران
- بهزاد بهزادپور
- جعفر دهقان
- فرید کشن فلاح
- محمدعلی مژدهی
- داوود رحمتی
- حسین گروه ای
- کمال عباسی
- احمد خیاطباشی
- محمد علاقمند
- حبیب اله حداد
- محرم زینال زاده